# デンバー美術館
デンバー美術館（Denver Art Museum、略称：DAM）はアメリカ合衆国・コロラド州デンバーにある美術館である。アメリカ先住民の芸術を初めとした6万点以上の世界各国の幅広い芸術作品を収蔵している。

## 沿革
1893年にデンバー芸術家クラブ（Denver Artists Club）として発足。1916年にデンバー芸術協会（Denver Art Association）と改称。2年後の1918年にシティー&カウンティービルに最初のギャラリーを開設し、デンバー美術館（Denver Art Museum）とした。
クレス財団から寄贈の申し出などもあり、拡張する必要に迫られ、1954年に専用の建物に移動。現在のモーガン・ウィングである。1971年に、イタリアの建築家ジオ・ポンティ設計の、現在の「北館」が完成する。
2006年に、アメリカの建築家ダニエル・リベスキンド設計の「フレデリック・C・ハミルトン館」が完成、大きく拡張する。ロッキー山脈の山々とふもとの岩水晶をモチーフにした外観のユニークさが特徴。 博物館は毎日午前 10 時から午後 5 時まで開館しています。火曜日は午後 9 時まで。

## 収蔵作品
8部門の展示からなる。
- 建築・デザイン・グラフィック
- アジア芸術
- 近現代芸術
- 先住民芸術
  - アメリカ先住民
  - オセアニア
  - アフリカ
- 新世界芸術（南北アメリカ）
  - プレ・コロンビア（植民地時代以前）
  - スペイン植民地時代
- 絵画と彫刻（欧米）
- テキスタイル芸術
- アメリカ西部芸術

## 参照
1. ↑  Jones, William C. and Kenton Forest. Denver: A pictorial history from frontier camp to Queen City of the Plains. Colorado Railroad Museum, 1993, p. 257.
2. ↑  “Denver Art Museum” (2022年10月13日). 2022年10月21日閲覧。